# Trachypogon
Trachypogon es un género de plantas herbáceas de la familia de las gramíneas o poáceas. Es originario de América tropical, África y Madagascar.

## Etimología
El nombre del género deriva de las palabras griegas trachus (en bruto) y pogon (barba), refiriéndose a las aristas de las espiguillas femeninas fértiles. 

## Citología
El número cromosómico básico es x = 5 y 10, con números cromosómicos somáticos de 
2n = 20 y 40. tetraploides.

## Especies
| - Trachypogon agrostoides - Trachypogon angustifolius - Trachypogon argenteus - Trachypogon avenaceus - Trachypogon canescens - Trachypogon capensis - Trachypogon chevalieri - Trachypogon dactyloides - Trachypogon densus - Trachypogon dissolutus - Trachypogon durus - Trachypogon fasciculatus - Trachypogon filifolius - Trachypogon glaucescens - Trachypogon gouini - Trachypogon gracilis - Trachypogon hirtus - Trachypogon involutus - Trachypogon karwinskyi | - Trachypogon laguroides - Trachypogon ledermannii - Trachypogon ligularis - Trachypogon macroglossus - Trachypogon mayaënsis - Trachypogon micans - Trachypogon minarum - Trachypogon mollis - Trachypogon montufari - Trachypogon montufarii - Trachypogon montupari - Trachypogon muelleri - Trachypogon palmeri - Trachypogon parviflorus - Trachypogon planifolius - Trachypogon plumosus - Trachypogon polymorphus - Trachypogon preslei - Trachypogon preslii | - Trachypogon pubescens - Trachypogon ramosus - Trachypogon renvoizei - Trachypogon rigidifolius - Trachypogon rufus - Trachypogon scaberrimus - Trachypogon schoenanthus - Trachypogon scrobiculatus - Trachypogon secundum - Trachypogon secundus - Trachypogon setosus - Trachypogon spicatus (L.f.) Kuntze - pachá velluda - Trachypogon stenophyllus - Trachypogon stipoides - Trachypogon thollonii - Trachypogon truncatus - Trachypogon vestitus - Trachypogon vestitusa - Trachypogon violaceus |